# Brad Dourif

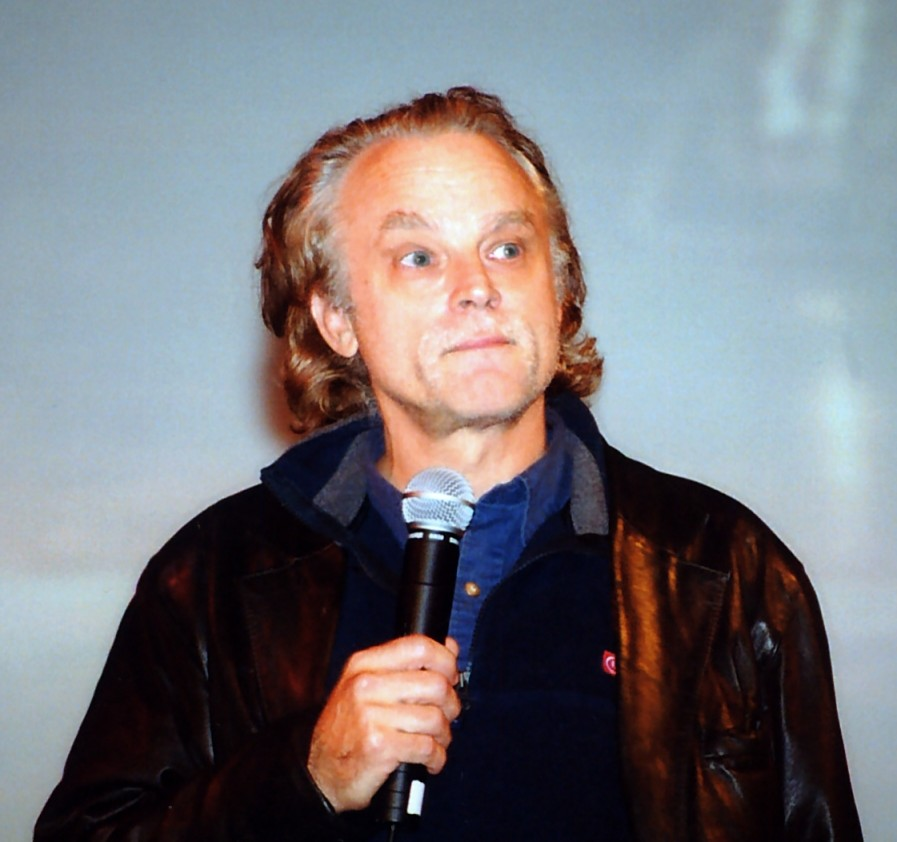
Brad Dourif auf der Ring*Con 2002 in Bonn

Bradford Claude „Brad“ Dourif (* 18. März 1950 in Huntington, West Virginia) ist ein US-amerikanischer Schauspieler.

## Leben und Werk
Nach ersten Erfahrungen auf Schul- und Universitätsbühnen seines Geburtsorts Huntington zog es Brad Dourif nach New York, wo er in Off-Broadway-Produktionen auf der Bühne stand.
Sein erstes Engagement im Spielfilmbereich war 1975 eine kleine Nebenrolle in Ein Supertyp haut auf die Pauke. Einen nachhaltigen Eindruck hinterließ er im gleichen Jahr in seiner zweiten Filmrolle als Billy Bibbit in Miloš Formans Filmdrama Einer flog über das Kuckucksnest, die für ihn einen großen Bekanntheitsschub bedeutete und ihm unter anderem einen Golden Globe Award als Bester Nachwuchsdarsteller und eine Oscar-Nominierung in der Kategorie Bester Nebendarsteller einbrachte.
Seitdem hat Brad Dourif in zahlreichen Film- und Fernsehproduktionen vor der Kamera gestanden. Vielfach verkörperte er exzentrische, psychisch auffällige und psychopathische Charaktere. Unter anderem übernahm er die Rollen des Mentaten Piter de Vries in David Lynchs Science-Fiction-Verfilmung Dune – Der Wüstenplanet und des Grima Schlangenzunge in Peter Jacksons Filmtrilogie Der Herr der Ringe.
Außerdem war Brad Dourif in einzelnen Episoden der Fernsehserien Babylon 5, Akte X – Die unheimlichen Fälle des FBI, Star Trek: Raumschiff Voyager und Wild Palms zu sehen, in Deadwood spielte er eine der Hauptrollen. In den USA brachte ihm die Sprechrolle der Mörderpuppe Chucky zusätzliche Popularität ein. Außerdem lieh Dourif dem Worm Creature in Gingerclown seine Stimme. 2010 war er als psychopathischer Serienmörder in Justin Steeles Thriller Death and Cremation zu sehen.
Aus seiner mittlerweile geschiedenen Ehe mit der angeblich parapsychologisch begabten Joni Dourif sind die 1976 geborene Tochter Kristina und die ebenfalls als Schauspielerin tätige Fiona Dourif (* 1981) hervorgegangen.

## Filmografie (Auswahl)
- 1975: Ein Supertyp haut auf die Pauke (W.W. and the Dixie Dancekings)
- 1975: Einer flog über das Kuckucksnest (One Flew Over the Cuckoo’s Nest)
- 1977: Gruppenbild mit Dame
- 1978: Die Augen der Laura Mars (Eyes of Laura Mars)
- 1978: Sergeant Matlovich vs. the U.S. Air Force
- 1979: Die Weisheit des Blutes (Wise Blood)
- 1980: Das Guyana-Massaker (Guyana Tragedy: The Story of Jim Jones)
- 1980: Heaven’s Gate
- 1981: Ragtime
- 1982: Desire, the Vampire
- 1984: Der Wüstenplanet (Dune)
- 1985: Istanbul
- 1986: Spenser (Fernsehserie, 1 Folge)
- 1986: Justice – Die letzte Instanz bin ich (Vengeance: The Story of Tony Cimo)
- 1986: Blue Velvet
- 1986: Rage of Angels: The Story Continues
- 1986: Impure Thoughts
- 1986: Das Model und der Schnüffler (Moonlighting, Fernsehserie, Folge 3x05)
- 1987: Fatal Beauty
- 1987: Medium Rare
- 1987: Miami Vice (Fernsehserie, Folge 3x16)
- 1988: Geschichten aus der Gruft (Tales from the Crypt, Fernsehserie, Folge 5x05)
- 1988: Chucky – Die Mörderpuppe (Child’s Play)
- 1988: Mississippi Burning – Die Wurzel des Hasses (Mississippi Burning)
- 1989: Mord ist ihr Hobby (Murder, She Wrote, Fernsehserie, Folge 5X13)
- 1990: Fire Syndrome (Spontaneous Combustion)
- 1990: Chucky 2 – Die Mörderpuppe ist wieder da (Child’s Play 2, Stimme)
- 1990: Der Exorzist III (The Exorcist III)
- 1990: Nachtschicht (Graveyard Shift)
- 1991: Raw Deal
- 1991: Cerro Torre: Schrei aus Stein
- 1991: Chucky 3 (Child’s Play 3, Stimme)
- 1991: Jungle Fever
- 1991: Body Parts
- 1992: Critters 4 – Das große Fressen geht weiter (Critters 4)
- 1993: Amos & Andrew – Zwei fast perfekte Chaoten (Amos & Andrew)
- 1994: Murder in the First
- 1994: Verheiratet mit einer Bestie: Vom Glück verraten (Escape from Terror: The Teresa Stamper Story, Fernsehfilm)
- 1994: Akte X – Die unheimlichen Fälle des FBI (The X-Files, Fernsehserie, Folge 1x13)
- 1994: Color of Night
- 1995: Death Machine
- 1995: Babylon 5 (Fernsehserie, Folge 3x04)
- 1996: Female Justice (Sworn to Justice)
- 1996: Star Trek: Raumschiff Voyager (Star Trek: Voyager, Fernsehserie, 3 Folgen)
- 1996: Millennium – Fürchte deinen Nächsten wie Dich selbst (MillenniuM, Fernsehserie, Folge 1x13)
- 1997: Alien – Die Wiedergeburt (Alien: Resurrection)
- 1997: Bloody Wedding – Die Braut muss warten (Best Men)
- 1997: Freeze – Alptraum Nachtwache (Nightwatch)
- 1998: Düstere Legenden (Urban Legend)
- 1998: Chucky und seine Braut (Bride of Chucky, Stimme)
- 1998: Progeny – Höllenbrut (Progeny)
- 1998: Senseless
- 1999: Silicon Towers
- 1999: Louisiana Nights – Eine tödliche Intrige (Cypress Edge)
- 1999: Alien Interceptors
- 2000: Shadow Hours
- 2000: God’s Army III – Die Entscheidung (The Prophecy 3: The Ascent)
- 2001: The Ghost
- 2001: Soulkeeper
- 2002: The Calling
- 2002: Der Herr der Ringe: Die zwei Türme (The Lord of the Rings: The Two Towers)
- 2003: The Box
- 2003: Vlad
- 2003: Der Herr der Ringe: Die Rückkehr des Königs (The Lord of the Rings: The Return of the King)
- 2004: Chuckys Baby (Seed of Chucky, Stimme)
- 2004: The Hazing
- 2004: El padrino
- 2004–2006: Deadwood (Fernsehserie, 36 Folgen)
- 2005: Drop Dead Sexy
- 2005: The Wild Blue Yonder
- 2005: The Great War of Magellan (Kurzfilm)
- 2006: Pulse – Du bist tot, bevor Du stirbst (Pulse)
- 2007: The List
- 2007: The Wizard of Gore
- 2007: Sinner
- 2007: Halloween
- 2008: Law & Order (Fernsehserie, Folge 18x01)
- 2008: Humboldt County
- 2008: Touching Home
- 2008: Born of Earth
- 2009: Halloween II
- 2009: Bad Lieutenant – Cop ohne Gewissen (Bad Lieutenant: Port of Call New Orleans)
- 2009: Ein fürsorglicher Sohn (My Son, My Son, What Have Ye Done)
- 2009: Chain Letter
- 2010: Law & Order: Special Victims Unit (Fernsehserie, Folge 11x21)
- 2010: Krieger des Lichts (Fading of the Cries)
- 2011: Priest
- 2011: Fringe – Grenzfälle des FBI (Fringe, Fernsehserie, Folge 3x22)
- 2011: Psych (Fernsehserie, Folge 6x06)
- 2011: Volcano 2 – Feuerinferno in Miami (Miami Magma, Fernsehfilm)
- 2011: Catch .44 – Der ganz große Coup (Catch .44)
- 2012: Criminal Minds (Fernsehserie, Folge 8x10)
- 2012, 2014: Once Upon a Time – Es war einmal … (Once Upon a Time, Fernsehserie, 2 Folgen)
- 2013: Die neue Prophezeiung der Maya (End of the World, Fernsehfilm)
- 2013: Santa Monica (Kurzfilm)
- 2013: Gingerclown
- 2013: Curse of Chucky
- 2013: Avarice
- 2013: Blood Shot
- 2014: Marvel’s Agents of S.H.I.E.L.D. (Fernsehserie, Folge 1x16)
- 2016: Rosemont – Wunder der Weihnacht (Rosemont)
- 2017: Cult of Chucky (Stimme)
- 2018: Wildling
- 2021–2024: Chucky (Fernsehserie, Stimme)
- 2021: The Shuroo Process

## Auszeichnungen (Auswahl)
- 1976: Golden Globe Award als Bester Nachwuchsdarsteller in Einer flog über das Kuckucksnest
- 1976: Oscar-Nominierung in der Kategorie Bester Nebendarsteller in Einer flog über das Kuckucksnest
- 1977: British Academy Film Award als Bester Nebendarsteller in Einer flog über das Kuckucksnest
- 1991: Nominierung für den Saturn Award für den besten Nebendarsteller in der Kategorie Bester Nebendarsteller für Der Exorzist III
- 1991: Gewinner des Fangoria Chainsaw Awards in der Kategorie Bester Nebendarsteller für Body Parts
- 1991: Nominierung für den kanadischen Genie Award in der Kategorie Bester Hauptdarsteller für Raw Deal
- 1995: Nominierung für den Preis Bester Schauspieler beim katalanischen Sitges Festival Internacional de Cinema Fantàstic de Catalunya für Death Machine – Monster aus Stahl
- 2003: Nominierung für den Screen Actors Guild Award in der Kategorie Bestes Schauspielensemble – Film für Der Herr der Ringe – Die zwei Türme
- 2004: Nominierung für den Emmy in der Kategorie Nebendarsteller in einer Dramaserie in Deadwood
- 2007: Nominierung für den Screen Actors Guild Award in der Kategorie Bestes Schauspielensemble in einer Drama-Fernsehserie für Deadwood
- 2008: Gewinner des Lifetime Achievement Awards beim Asheville Film Festival
- 2013: Preis als Bester Schauspieler beim kalifornischen Beverly Hills Film Festival für Santa Monica